# Ippy
Ippy ist eine Stadt in der Zentralafrikanischen Republik. Sie liegt in der Präfektur Ouaka im Zentrum des Landes und hat 15.403 Einwohner (2012). Ippy ist die Hauptstadt einer Unterpräfektur, die den gleichen Namen trägt, und liegt auf einer Höhe von etwa 590 m.
Ippy liegt in der Quellregion eines linken Nebenflusses des Flusses Ouaka, der zum Einzugsgebiet des Kongo gehört.

## Verkehr
Durch Ippy führt die Route Nationale 5. Diese führt von Bambari im Südwesten über Ippy und Bria nach Birao im entlegenen Nordosten des Landes. In Bambari besteht Anschluss an die Route Nationale 2 in die Hauptstadt Bangui. Die Straßen in der Zentralafrikanischen Republik sind jedoch generell in schlechtem Zustand, außerdem ist das Reisen auf dem Landweg wegen der Sicherheitslage gefährlich.

## Geschichte

### Missionsstation
Die katholische Missionsstation von Ippy wurde 1935 gegründet.

### Bürgerkrieg
Im Dezember 2012 übernahm die Rebellengruppe Séléka die Kontrolle über die Stadt. Im Dezember 2017 wurde das Krankenhaus von Ippy durch Rebellen der UPC (Unité pour la paix en Centrafrique) und der FPRC (Front Populaire pour la Renaissance de la Centrafrique) angegriffen; dabei kamen 17 Zivilisten ums Leben. Im Januar 2019 kamen 18 Menschen ums Leben, als Bewaffnete auf Teilnehmer einer Beerdigungszeremonie schossen.
Im Zuge der Präsidentschaftswahl in der Zentralafrikanischen Republik 2020/21 kam es landesweit zu Angriffen von Rebellengruppen auf Städte in der Zentralafrikanischen Republik, weil der ehemalige Präsident François Bozizé nicht erneut zur Wahl zugelassen worden war. Im Februar 2021 nahmen die Regierungssoldaten die Stadt Ippy wieder ein, nachdem diese sich unter der Kontrolle der CPC befunden hatte.

## Persönlichkeiten
- Jean-Claude Rembanga (* 1955), emeritierter Bischof von Bambari